# Synycia (obwód kijowski)
Synycia (ukr. Синиця) – wieś na Ukrainie, w obwodzie kijowskim, w rejonie białocerkiewskim, w hromadzie Bohusław, nad Rosią. W 2001 roku liczyła 378 mieszkańców.